# Улица Юности (Зеленоград)
Улица Юности — улица в Зеленоградском административном округе Москвы. Расположена между Центральным проспектом и Московским проспектом, у перекрестка с первым из которых находится одноимённая площадь. По всей длине улица двухполосная (по одной полосе в каждую сторону).
Справа к улице примыкает Яблоневая аллея. Продолжением улицы можно условно считать аллею Лесные Пруды (закрытую для сквозного движения автотранспорта со стороны Московского проспекта).

## Происхождение названия
Улица Юности является одной из первых улиц Зеленограда. Она была образована в 1972 году вместе с площадью Юности. Название улицы и площади, предположительно связано с тем, что среди первых жителей было много молодёжи.

## Транспорт
По улице проходят маршруты автобусов № 1 (в сторону Центрального проспекта), 7, 10, 12, 15 (по выходным), 19, 27, 400 и е41 (в сторону Центрального проспекта). Остановки: «Улица Юности», «Музыкальная школа», «Студенческая», «Ведогонь-театр».